# Майнц-Бінген (район)
Майнц-Бінген (нім. Mainz-Bingen) — район у Німеччині, у складі федеральної землі Рейнланд-Пфальц. Адміністративний центр — місто Інгельгайм-ам-Райн.

## Населення
Населення району становить 211 525 осіб (станом на 31 грудня 2020).

## Адміністративний поділ
Район складається з 63 міст і громад (нім. Gemeinden), об'єднаних в 7 об'єднань громад (нім. Verbandsgemeinden), а також трьох самостійних міст, що не входять до складу жодного з об'єднань громад.
Дані про населення наведені станом на 31 грудня 2020. Зірочками (*) позначені центри об'єднань громад.
Самостійні міста:
| - 1. Бінген-ам-Райн (25736) - 2. Буденгайм (8596) - 3. Інгельгайм-ам-Райн (35161) |

| - 1. Боденгайм 1. Боденгайм * (7787) 2. Гау-Бішофсгайм (2223) 3. Гарксгайм (2393) 4. Лерцвайлер (2345) 5. Наккенгайм (5707) - 2. Гау-Альгесгайм 1. Аппенгайм (1386) 2. Бубенгайм (820) 3. Енгельштадт (738) 4. Гау-Альгесгайм (місто) * (6873) 5. Нідер-Гільберсгайм (654) 6. Обер-Гільберсгайм (969) 7. Оккенгайм (2715) 8. Швабенгайм-ан-дер-Зельц (2572) - 3. Гайдесгайм-ам-Райн 1. Гайдесгайм-ам-Райн * (Невірний параметр metadata 07339027) 2. Ваккернгайм (Невірний параметр metadata 07339061) | - 4. Нідер-Ольм 1. Ессенгайм (3578) 2. Югенгайм-ін-Райнгессен (1588) 3. Кляйн-Вінтернгайм (3624) 4. Нідер-Ольм (місто) * (10208) 5. Обер-Ольм (4527) 6. Зергенлох (1266) 7. Штадеккен-Ельсгайм (4847) 8. Цорнгайм (3853) - 5. Райн-Наге [Центр: Бінген-ам-Райн] 1. Бахарах (місто) (1878) 2. Брайтшайд (146) 3. Манубах (311) 4. Мюнстер-Зармсгайм (3023) 5. Нідергаймбах (778) 6. Обердібах (842) 7. Обергаймбах (527) 8. Трехтінгсгаузен (1016) 9. Вальдальгесгайм (4162) 10. Вайлер-бай-Бінген (2608) | - 6. Райн-Зельц 1. Дальгайм (1020) 2. Дексгайм (1425) 3. Дінгайм (2224) 4. Дольгесгайм (987) 5. Дорн-Дюркгайм (974) 6. Аймсгайм (534) 7. Фрізенгайм (708) 8. Гунтерсблум (3817) 9. Гангайм (1533) 10. Гіллесгайм (681) 11. Кенгернгайм (1335) 12. Людвігсгеге (554) 13. Момменгайм (3093) 14. Нірштайн (місто) (8441) 15. Оппенгайм (місто) * (7582) 16. Зельцен (1527) 17. Юльферсгайм (1076) 18. Унденгайм (3006) 19. Вайнольсгайм (679) 20. Вінтерсгайм (280) - 7. Шпрендлінген-Гензінген 1. Аспісгайм (863) 2. Баденгайм (632) 3. Гензінген (3938) 4. Грольсгайм (1254) 5. Горрвайлер (798) 6. Занкт-Йоганн (839) 7. Шпрендлінген * (4266) 8. Вельгесгайм (586) 9. Вольфсгайм (798) 10. Цотценгайм (618) |